# Il reggente
Il reggente (El regent) és una òpera en tres actes de Saverio Mercadante, sobre un llibret de Salvatore Cammarano basat en Gustave III ou Le bal masqué d'Eugène Scribe. L'estrena va tenir lloc al Teatro Regio de Torí el 2 de febrer de 1843.

## Enregistraments
- 1970 (en viu al Teatro dei Rinnovati de Siena) - Giorgio Merighi (Il Reggente), Licinio Montefusco (Il Duca Hamilton), Maria Chiara (Amelia), Linda Vajna (Meg), Elena Zilio (Oscar), Dino Formichini (Lord Howe), Dino Formichini (Scoto), Vittorio Bruni (Lord Kilkardy), José Sánchez Córdova (Un Servo), Bruno Martinotti (direttore), Orchestra Angelicum di Milano, Coro del Maggio Musicale Fiorentino, Audio CD: Myto 2 MCD 905.28 (2 CD, 1990)[2]